# 8672 Morse
8672 Morse (1991 PW16) là một tiểu hành tinh vành đai chính được phát hiện ngày 6 tháng 8 năm 1991 bởi Eric Walter Elst ở Đài thiên văn Nam Âu. Nó được đặt theo tên Samuel F. B. Morse, inventor thuộc Morse code.